# Huércanos
Huércanos is een gemeente in de Spaanse provincie en regio La Rioja met een oppervlakte van 21,48 km². Huércanos telt 845 inwoners (1 januari 2016).